# 데이비드 더글러스 던컨

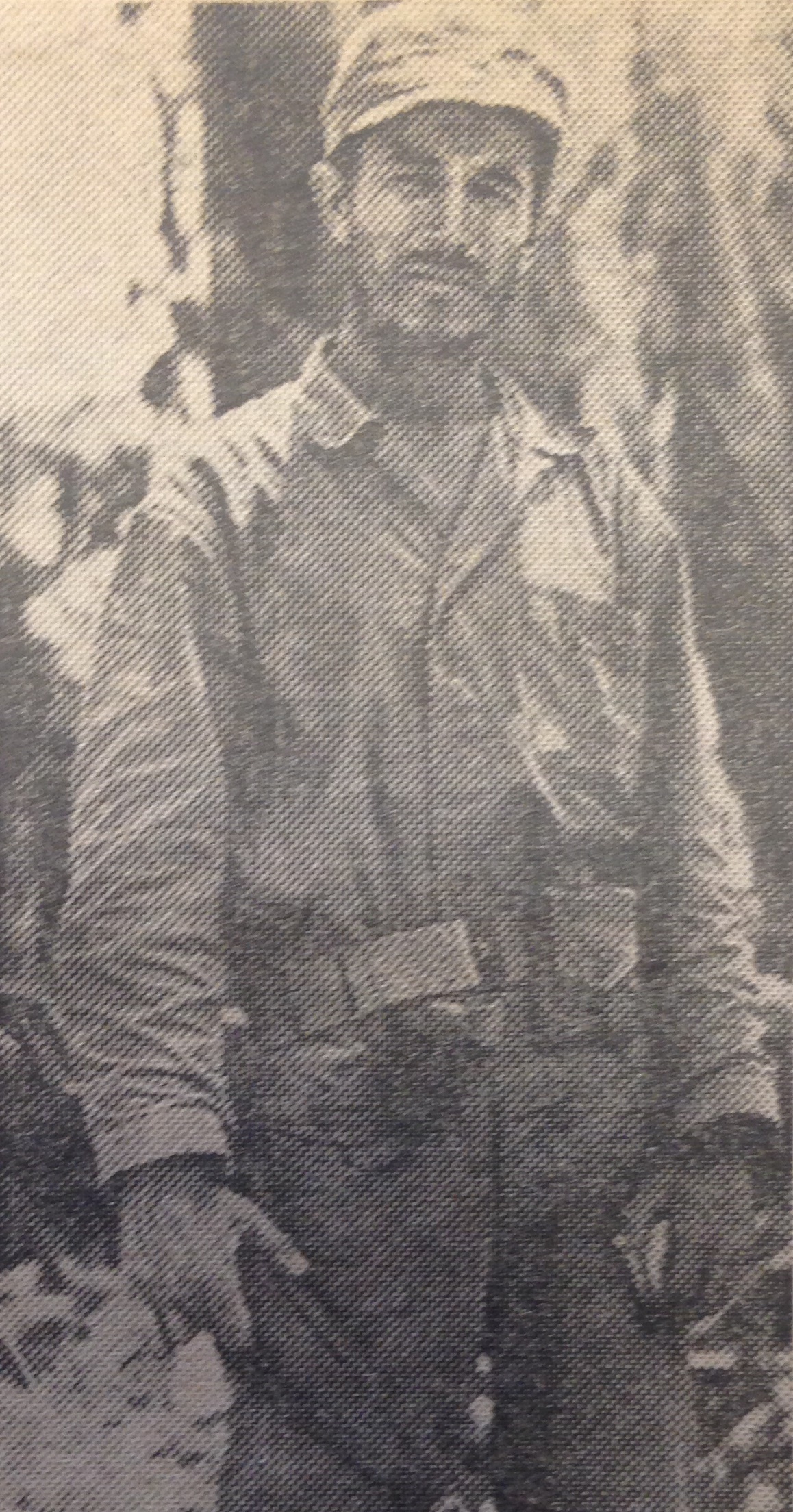

데이비드 더글러스 던컨(David Douglas Duncan)은 미국의 종군 사진기자이다.